# Guillaume de Blois
Guillaume (n. cca. 772 - d. 834) a fost primul conte de Blois.
Guillaume a condus comitatul începând din jurul anului 830 până la moarte. El a fost ucis în cadrul unei bătălii din 834 lângă Touraine alături de fratele său mai mare, Odo.